# Nikolaj Nikolow (Volleyballspieler)
Nikolaj Nikolow (bulgarisch Николай Николов, englische Transkription: Nikolay Nikolov; * 29. Juli 1986 in Karnobat) ist ein bulgarischer Volleyballspieler.

## Karriere

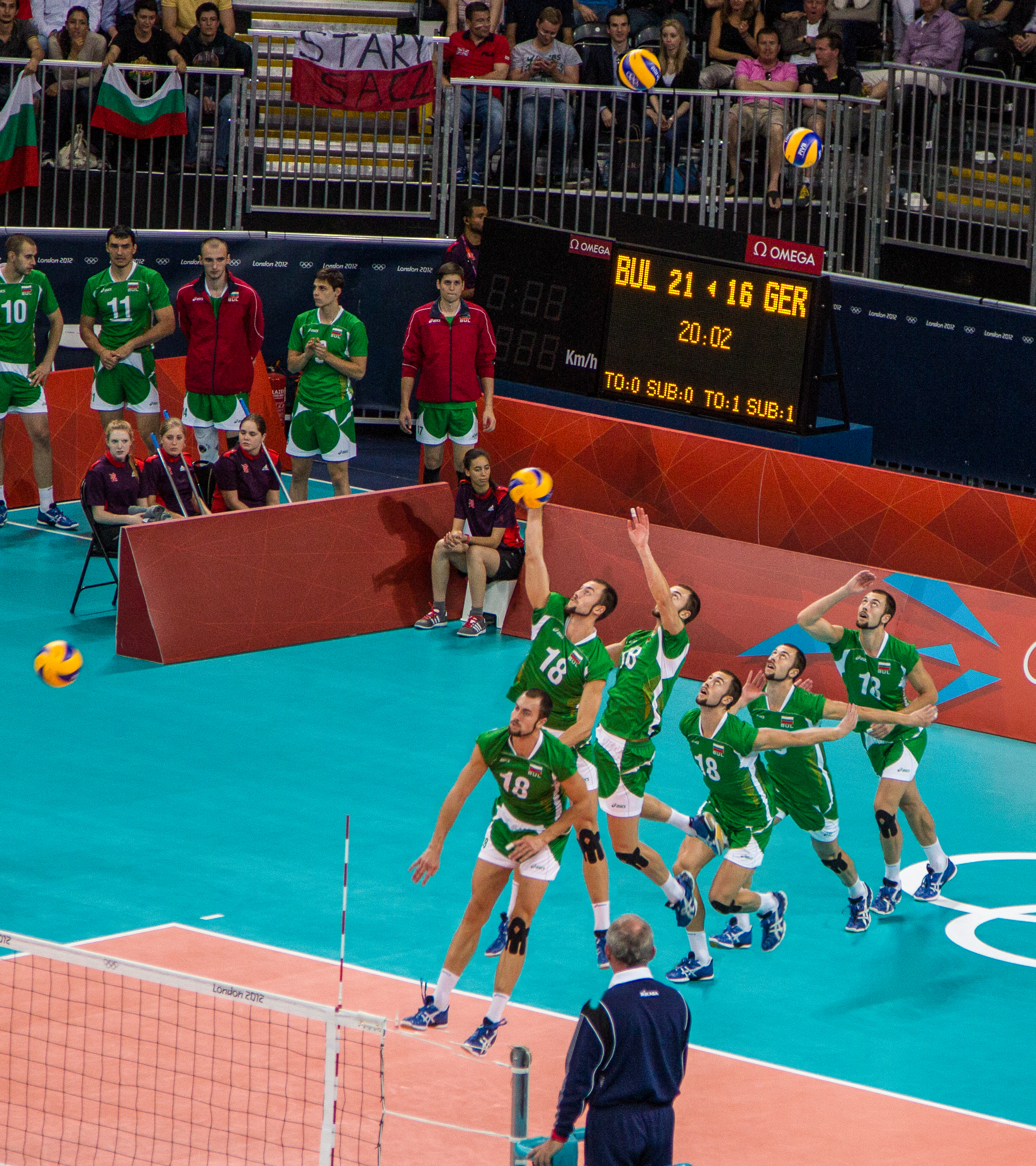
Studie seines Aufschlagspiels 2012 in London

Nikolow begann seine Karriere 2006 bei Lukoil Neftochimic Burgas. 2009 wechselte er zu ZSKA Sofia. Ein Jahr später ging er in die italienische Liga zu Tonno Callipo Vibo Valentia. 2012 erreichte er mit der bulgarischen Nationalmannschaft bei den Olympischen Spielen in London den vierten Platz.